# Bem (Star Trek: Seria animată)
„Bem” (titlu original: „Bem”) este al 2-lea episod din al doilea sezon (și ultimul) al serialului TV american științifico-fantastic Star Trek: Seria animată și al 18-lea episod în total. A avut premiera la 14 septembrie 1974.
Episodul a fost regizat de Bill Reed după un scenariu de David Gerrold.

## Prezentare
Echipajul lui Enterprise este luat în captivitate de către o rasă de primitivi de pe o planetă recent descoperită. Un observator imprudent numit Bem le face mari probleme lui Kirk și lui Spock.